# アドリアーン・ブラウ

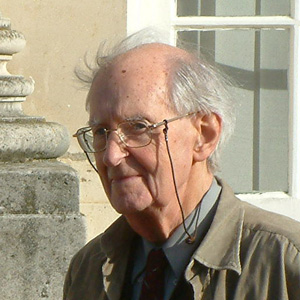
アドリアーン・ブラウ

アドリアーン・ブラウ（Adriaan Blaauw、1914年4月12日 - 2010年12月1日）はオランダの天文学者。

## 概要
1914年4月12日、オランダ：アムステルダム出身。
ライデン大学、フローニンゲン大学で学んだ後、ライデン大学、ヤーキス天文台で研究した後、フローニンゲン大学で働きカプタイン天文研究所の所長を務めた。ヨーロッパ南天天文台の建設や観測衛星ヒッパルコスの打ち上げなどの国際的プロジェクトを主導した。
星団の力学や「逃走星」（runaway star：秒速100km以上で動いている若い高温の星）、星の誕生などを研究した。
2010年12月1日、病気のために亡くなった。96歳没。

## 受賞歴
- ジュール・ジャンサン賞（1978年）
- ブルース・メダル（1989年）

## 命名
- 小惑星：(2145) Blaauw[2]

## 脚註
1. ↑  Astronoom Adriaan Blaauw overleden RTV Drenthe 2010-12-3
2. ↑  “(2145) Blaauw = 1929 XS = 1963 RK = 1976 UF = 1980 TW”.   MPC. 2021年8月17日閲覧。